# Тэммэй
Тэммэй (яп. 天明 тэммэй, Рассвет) — девиз правления (нэнго) японского императора Кокаку, использовавшийся с 1781 по 1789 год.

## Продолжительность
Начало и конец эры:
- 2-й день 4-й луны 10-го года Анъэй (по григорианскому календарю — 25 апреля 1781);
- 25-й день 1-й луны 9-го года Тэммэй (по григорианскому календарю — 19 февраля 1789).

## Происхождение
Название нэнго было заимствовано из древнекитайского сочинения Шу цзин:「先王顧天明命」.

## События
- 1782 год (2-й год Тэммэй) — вышла кулинарная книга «Сто деликатесов из тофу» (Тофу хякутин), включавшая рецепты блюд из соевого творога. Дешевизна и питательность сделали тофу чрезвычайно популярным у простых горожан[8];
- 1782—1788 годы (2-й — 8-й годы Тэммэй)[9] — Великий голод годов Тэммэй (яп. 天明の大飢饉 Тэммэй но дай кикин), сокративший население архипелага более чем на миллион человек[10];
- 1782 год (2-й год Тэммэй) — Минамото-но Масацуна представил императору исследование курса серебряных монет в Китае и Японии[11];
- 1783 (3-й год Тэммэй) — в результате извержения вулкана Асама в провинции Синано (около 130 км от Эдо) погибло более 20 000 чел. Японовед Исаак Титсинг опубликовал отчёт об этом извержении, первый в своём роде в истории науки Востока и Запада[12]. Извержение усугубило последствия бушевавшего в стране голода: сельское хозяйство провинций Кодзукэ и Синано оставалось непродуктивным ещё 4-5 лет[13];
- 1784 (4-й год Тэммэй) — празднования по случаю 950-летия со дня смерти монаха Кукая, основателя буддийской школы Сингон[11];
- 1784 (4-й год Тэммэй) — убийство младшего советника (вакадосиёри) Танума Окитомо, сына старшего советника Танума Окицугу. Он был убит на глазах у своего отца, после того как они оба возвращались после совещания государственных советников. Несмотря на то что, убийство было политическим, наказан был лишь непосредственный исполнитель. Событие сильно затормозило процесс реформирования сёгуната Токугава и системы сакоку[14];
- 17 сентября 1786 (25-й день 8-й луны 6-го годы Тэммэй) — скончался сёгун Токугава Иэхару;
- 1787 (7-й год Тэммэй) — Токугава Иэнари становится 11-го сёгуном[15];
- 1787 (7-й год Тэммэй) — Кицуки Масацуна опубликовал труд «Заметки о монетном деле на Западе» (Сэйо сэмпу)[16];
- 1787 (7-й год Тэммэй) — Тэммэй но ути коваси (яп. 天明の打ちこわし) — беспорядки у рисовых лавок в Эдо и Осаке;
- 1788 (8-й год Тэммэй) — Пожар в Киото в годы Тэммэй (яп. 天明の京都大火 Тэммэй но кё:то тайка). Начался в 3 часа утра 6 марта (29-й день 1-й луны 8-го года Тэммэй) и продолжался до 8 Марта (1-й день 2-й луны 8-го года Тэммэй), а угли тлели до сильного дождя 11 марта (4-й день 2-й луны 8-го года Тэммэй). Императорская семья бежала от огня; императорский дворец сгорел. Как отметил купец из Голландской Ост-индской компании на Дэдзиме, «народ считал его великим и чрезвычайным небесным знамением»[17];

## Сравнительная таблица
Ниже представлена таблица соответствия японского традиционного и европейского летосчисления. В скобках к номеру года японской эры указано название соответствующего года из 60-летнего цикла китайской системы гань-чжи. Японские месяцы традиционно названы лунами.
| 1-й год Тэммэй (Металлический Бык) | 1-я луна        | 2-я луна                | 3-я луна  | 4-я луна* | 5-я луна  | 5-я луна (високосная) * | 6-я луна                | 7-я луна*   | 8-я луна*   | 9-я луна   | 10-я луна*             | 11-я луна     | 12-я луна*     |
| ---------------------------------- | --------------- | ----------------------- | --------- | --------- | --------- | ----------------------- | ----------------------- | ----------- | ----------- | ---------- | ---------------------- | ------------- | -------------- |
| Григорианский календарь            | 24 января 1781  | 23 февраля              | 25 марта  | 24 апреля | 23 мая    | 22 июня                 | 21 июля                 | 20 августа  | 18 сентября | 17 октября | 16 ноября              | 15 декабря    | 14 января 1782 |
| Юлианский календарь                | 13 января 1781  | 12 февраля              | 14 марта  | 13 апреля | 12 мая    | 11 июня                 | 10 июля                 | 9 августа   | 7 сентября  | 6 октября  | 5 ноября               | 4 декабря     | 3 января 1782  |
| 2-й год Тэммэй (Водяной Тигр)      | 1-я луна        | 2-я луна                | 3-я луна* | 4-я луна  | 5-я луна* | 6-я луна                | 7-я луна*               | 8-я луна    | 9-я луна*   | 10-я луна  | 11-я луна*             | 12-я луна     |                |
| Григорианский календарь            | 12 февраля 1782 | 14 марта                | 13 апреля | 12 мая    | 11 июня   | 10 июля                 | 9 августа               | 7 сентября  | 7 октября   | 5 ноября   | 5 декабря              | 3 января 1783 |                |
| Юлианский календарь                | 1 февраля 1782  | 3 марта                 | 2 апреля  | 1 мая     | 31 мая    | 29 июня                 | 29 июля                 | 27 августа  | 26 сентября | 25 октября | 24 ноября              | 23 декабря    |                |
| 3-й год Тэммэй (Водяной Кролик)    | 1-я луна*       | 2-я луна                | 3-я луна* | 4-я луна  | 5-я луна  | 6-я луна*               | 7-я луна                | 8-я луна*   | 9-я луна    | 10-я луна* | 11-я луна              | 12-я луна*    |                |
| Григорианский календарь            | 2 февраля 1783  | 3 марта                 | 2 апреля  | 1 мая     | 31 мая    | 30 июня                 | 29 июля                 | 28 августа  | 26 сентября | 26 октября | 24 ноября              | 24 декабря    |                |
| Юлианский календарь                | 22 января 1783  | 20 февраля              | 22 марта  | 20 апреля | 20 мая    | 19 июня                 | 18 июля                 | 17 августа  | 15 сентября | 15 октября | 13 ноября              | 13 декабря    |                |
| 4-й год Тэммэй (Деревянный Дракон) | 1-я луна        | 1-я луна (високосная) * | 2-я луна  | 3-я луна* | 4-я луна  | 5-я луна*               | 6-я луна                | 7-я луна    | 8-я луна*   | 9-я луна   | 10-я луна*             | 11-я луна     | 12-я луна*     |
| Григорианский календарь            | 22 января 1784  | 21 февраля              | 21 марта  | 20 апреля | 19 мая    | 18 июня                 | 17 июля                 | 16 августа  | 15 сентября | 14 октября | 13 ноября              | 12 декабря    | 11 января 1785 |
| Юлианский календарь                | 11 января 1784  | 10 февраля              | 10 марта  | 9 апреля  | 8 мая     | 7 июня                  | 6 июля                  | 5 августа   | 4 сентября  | 3 октября  | 2 ноября               | 1 декабря     | 31 декабря     |
| 5-й год Тэммэй (Деревянная Змея)   | 1-я луна        | 2-я луна*               | 3-я луна  | 4-я луна* | 5-я луна* | 6-я луна                | 7-я луна                | 8-я луна*   | 9-я луна    | 10-я луна  | 11-я луна*             | 12-я луна     |                |
| Григорианский календарь            | 9 февраля 1785  | 11 марта                | 9 апреля  | 9 мая     | 7 июня    | 6 июля                  | 5 августа               | 4 сентября  | 3 октября   | 2 ноября   | 2 декабря              | 31 декабря    |                |
| Юлианский календарь                | 29 января 1785  | 28 февраля              | 29 марта  | 28 апреля | 27 мая    | 25 июня                 | 25 июля                 | 24 августа  | 22 сентября | 22 октября | 21 ноября              | 20 декабря    |                |
| 6-й год Тэммэй (Огненная Лошадь)   | 1-я луна*       | 2-я луна                | 3-я луна* | 4-я луна  | 5-я луна* | 6-я луна*               | 7-я луна                | 8-я луна*   | 9-я луна    | 10-я луна  | 10-я луна (високосная) | 11-я луна*    | 12-я луна      |
| Григорианский календарь            | 30 января 1786  | 28 февраля              | 30 марта  | 28 апреля | 28 мая    | 26 июня                 | 25 июля                 | 24 августа  | 22 сентября | 22 октября | 21 ноября              | 21 декабря    | 19 января 1787 |
| Юлианский календарь                | 19 января 1786  | 17 февраля              | 19 марта  | 17 апреля | 17 мая    | 15 июня                 | 14 июля                 | 13 августа  | 11 сентября | 11 октября | 10 ноября              | 10 декабря    | 8 января 1787  |
| 7-й год Тэммэй (Огненная Коза)     | 1-я луна        | 2-я луна*               | 3-я луна* | 4-я луна  | 5-я луна* | 6-я луна*               | 7-я луна                | 8-я луна*   | 9-я луна    | 10-я луна  | 11-я луна*             | 12-я луна     |                |
| Григорианский календарь            | 18 февраля 1787 | 20 марта                | 18 апреля | 17 мая    | 16 июня   | 15 июля                 | 13 августа              | 12 сентября | 11 октября  | 10 ноября  | 10 декабря             | 8 января 1788 |                |
| Юлианский календарь                | 7 февраля 1787  | 9 марта                 | 7 апреля  | 6 мая     | 5 июня    | 4 июля                  | 2 августа               | 1 сентября  | 30 сентября | 30 октября | 29 ноября              | 28 декабря    |                |
| 8-й год Тэммэй (Земляная Обезьяна) | 1-я луна        | 2-я луна*               | 3-я луна  | 4-я луна* | 5-я луна  | 6-я луна*               | 7-я луна*               | 8-я луна    | 9-я луна*   | 10-я луна  | 11-я луна*             | 12-я луна     |                |
| Григорианский календарь            | 7 февраля 1788  | 8 марта                 | 6 апреля  | 6 мая     | 4 июня    | 4 июля                  | 2 августа               | 31 августа  | 30 сентября | 29 октября | 28 ноября              | 27 декабря    |                |
| Юлианский календарь                | 27 января 1788  | 26 февраля              | 26 марта  | 25 апреля | 24 мая    | 23 июня                 | 22 июля                 | 20 августа  | 19 сентября | 18 октября | 17 ноября              | 16 декабря    |                |
| 9-й год Тэммэй (Земляной Петух)    | 1-я луна        | 2-я луна                | 3-я луна* | 4-я луна  | 5-я луна* | 6-я луна                | 6-я луна (високосная) * | 7-я луна*   | 8-я луна    | 9-я луна*  | 10-я луна              | 11-я луна*    | 12-я луна      |
| Григорианский календарь            | 26 января 1789  | 25 февраля              | 27 марта  | 25 апреля | 25 мая    | 23 июня                 | 23 июля                 | 21 августа  | 19 сентября | 19 октября | 17 ноября              | 17 декабря    | 15 января 1790 |
| Юлианский календарь                | 15 января 1789  | 14 февраля              | 16 марта  | 14 апреля | 14 мая    | 12 июня                 | 12 июля                 | 10 августа  | 8 сентября  | 8 октября  | 6 ноября               | 6 декабря     | 4 января 1790  |

* звёздочкой отмечены короткие месяцы (луны) продолжительностью 29 дней. Остальные месяцы длятся 30 дней.